# Сарпылдак
Сарпылдак (каз. Сарпылдақ) — село в Панфиловском районе Жетысуской области Казахстана. Входит в состав Айдарлинского сельского округа. Код КАТО — 195633300.

## Население
В 1999 году население села составляло 290 человек (157 мужчин и 133 женщины). По данным переписи 2009 года, в селе проживало 247 человек (128 мужчин и 119 женщин).